# Brooklyn Blues – Das Gesetz der Gosse
Brooklyn Blues – Das Gesetz der Gosse (Originaltitel: The Lords of Flatbush) ist ein US-amerikanisches Filmdrama aus dem Jahr 1974 über heranwachsende Jugendliche. Regie führten Stephen Verona und Martin Davidson, die zusammen mit Gayle Glecker auch das Drehbuch verfassten.

## Handlung
Der Film erzählt die Geschichte von vier Mitgliedern der Jugendgang The Lords aus Flatbush, Brooklyn im Jahre 1958.
Ihr Alltag ist geprägt vom Billard spielen, Rumhängen und Mädchen anbaggern. Chico, Anführer der Bande und leidenschaftlicher Motorradfan, versucht, die neue Mitschülerin Jane für sich zu begeistern. Um sie zu beeindrucken, klaut er mit seiner Gang ein Auto und beginnt eine Massenschlägerei mit dem Footballclub seines Nebenbuhlers.
Der raubeinige Stanley wird von seiner Freundin Frannie mithilfe einer vorgetäuschten Schwangerschaft bedrängt, sie zu heiraten, was er letztlich auch tut. Der intelligente Butchey spielt gerne den Clown. Wimpy ist ein reiner Mitläufer ohne eigene Meinung.
Je mehr sich ihre Highschool-Zeit dem Ende nähert, vermissen die Jungs allerdings eine Perspektive für die Zukunft. Stanleys Leidenschaft für das Taubenzüchten hilft ihm, bodenständige Pläne für die gemeinsame Zukunft mit Frannie und die gemeinsame Familienplanung zu schmieden.

## Hintergrund
Ursprünglich sollte Richard Gere die Rolle des Chico spielen. Nach einem Streit mit Sylvester Stallone wurde er allerdings gefeuert. Robert De Niro konnte eine Rolle in dem Film aufgrund seiner Verpflichtung für Das letzte Spiel nicht annehmen. Stallone scherzte später, dass der Film ein so geringes Budget hatte, dass er für seine Rolle in T-Shirts bezahlt wurde.
Der Film wurde in New York und Stamford, Connecticut, gedreht.

## Kritik
Die Filmwebsite Rotten Tomatoes weist eine Zustimmung der Kritiker von 64 % aus. Die durchschnittliche Bewertung liegt bei 5,6/10.

## Synchronisation
Die deutsche Synchronfassung entstand bei der Deutsche Synchron Film GmbH in Berlin.
| Rolle             | Darsteller         | Synchronsprecher  |
| ----------------- | ------------------ | ----------------- |
| Butchey Weinstein | Henry Winkler      | Ronald Nitschke   |
| Chico Tyrell      | Perry King         | Manfred Lehmann   |
| Stanley Rosiello  | Sylvester Stallone | Thomas Danneberg  |
| Jane Bradshaw     | Susan Blakely      | Karin Buchholz    |
| Wimpy Murgalo     | Paul Mace          | Joachim Tennstedt |
| Mr. Rosiello      | Dolph Sweet        | Heinz Petruo      |